# Titularbistum Mageó
Mageó ist ein Titularbistum der römisch-katholischen Kirche. Es geht zurück auf einen untergegangenen Bischofssitz, der in der irischen Provinz Connaught lag (Mayo, irisch Maigh Eo) und der Kirchenprovinz Tuam zugeordnet war.
| Titularbischöfe von Mageó |                           |                                            |                 |                   |
| Nr.                       | Name                      | Amt                                        | von             | bis               |
| 1                         | Simon von Düren, Karmelit | Weihbischof in Worms                       | 12. August 1457 | 28. August 1470   |
| 2                         | James Moynagh SPS         | emeritierter Bischof von Calabar (Nigeria) | 5. Februar 1970 | 11. Dezember 1970 |
| 3                         | Robert Healy              | Weihbischof in Perth (Australien)          | 2. Oktober 1975 | 18. November 2002 |
| 4                         | Thomas Anthony Williams   | Weihbischof in Liverpool (Großbritannien)  | 15. April 2003  |                   |